# Лебедев, Павел Петрович
Павел Петрович Ле́бедев (1921—2006) — российский учёный, участник ядерной программы, лауреат Сталинской премии второй степени.

## Биография
Родился 10 декабря 1921 году в Петрограде.
В 1941 году окончил 3-й курс Ленинградский государственный университет. После начала войны вступил в народное ополчение, зачислен в отдельный артиллерийско-пулеметный батальон, затем переведён в разведвзвод.
В декабре 1941 года демобилизован после тяжёлого ранения (потерял зрение на один глаз). Восстановился в университете, через несколько месяцев учёбы был направлен на курсы военных переводчиков, после окончания которых получил звание лейтенанта. С сентября 1942 года служил на Северо-Западном фронте командиром громкоговорящей радиоустановки. Член ВКП(б) с 1944 года.
В 1947 году демобилизовался в звании капитана, в 1950 году окончил университет.
В 1955 году защитил кандидатскую диссертацию. В 1961 году возвратился в Ленинградский университет на кафедру ядерной спектроскопии в качестве доцента и заместителя заведующего кафедрой.

## Признание
- Сталинская премия второй степени (1953) — за ядерно-физические исследования, связанные с разработкой и испытанием изделия РДС-6с
- орден Отечественной войны II степени (30.9.1944)
- орден Отечественной войны I степени (6.4.1985).